# Демирчал
Демирчал е връх в Пирин с височина 2673 метра и е разположен на главното било на Северен Пирин. На север-северозапад се свързва с безименна кота и разположения до нея връх Ченгелчал, а на югоизток с безименен връх. На изток от него се спуска къс хребет разделящ на две горната част на Брезнишкият циркус.
Името му е съчетание от думите Демир (тюрк. demir) желязо и чал. Името му е сменено на Железник, но това име така и не се е наложило